# Programme Voltaire
Pour les articles homonymes, voir Voltaire (homonymie).
 (octobre 2019).
Si vous disposez d'ouvrages ou d'articles de référence ou si vous connaissez des sites web de qualité traitant du thème abordé ici, merci de compléter l'article en donnant les références utiles à sa vérifiabilité et en les liant à la section « Notes et références ».
Le programme Voltaire est un programme d'échange scolaire individuel de longue durée de l'Office franco-allemand pour la jeunesse (OFAJ). Son administration a été confiée à la Centrale Voltaire, située au Centre français de Berlin. Le programme repose sur le principe de la réciprocité : l’élève français et l’élève allemand vivent ensemble pour la durée de l’échange, tout d’abord en Allemagne (6 mois de mars à août), puis en France (6 mois d'août à mars). 

## Historique du programme
Le programme a été initié à la suite du 72e sommet franco-allemand de Potsdam qui se déroula en 1998, sur une idée de Brigitte Sauzay. Sa mise en œuvre et son financement ont été confiés par les deux États à l’Office franco-allemand pour la Jeunesse (OFAJ).
En 1999, le programme a été lancé lors d'une phase test avec un effectif total de 30 participants.

## Destinataires
Ce programme s'adresse à des élèves de troisième et de seconde en France (filière professionnelle comprise) apprenant l'allemand en LV1 ou en LV2 et ayant envie de découvrir une autre culture, d'approfondir leurs connaissances en langue et de s'ouvrir à l'Europe et au monde. En Allemagne, le programme est ouvert aux élèves de 8e, 9e et 10e classe (correspondant aux classes françaises de 4e, 3e et 2e. L'OFAJ et le Centre français de Berlin se chargent d'effectuer des appariements entre candidats originaires des deux côtés du Rhin, mais des tandems franco-allemands déjà formés peuvent également postuler ensemble.

## Candidature
L'appel à candidature parait au Bulletin officiel du Ministère de l'éducation nationale chaque année début septembre. De septembre à novembre, les jeunes Français peuvent poser candidature. Les candidatures s'effectuent en ligne.

## Scolarité
Les deux correspondants fréquentent l'école de leur partenaire pendant la durée de leur séjour chez lui. 

## Financement
La participation au programme est gratuite. À la fin de l'échange, chaque participant en ayant fait la demande reçoit une bourse de 250€ pour les dépenses d'ordre culturel et un forfait voyage. Cette aide financière n'est cependant accordée par l'OFAJ que lorsque l'élève a transmis un compte-rendu de séjour, une attestation de scolarité de son établissement scolaire allemand et un compte-rendu d’accueil à la centrale Voltaire.